# حكومة إندونيسيا

الشعار الوطني لإندونيسيا

حكومة إندونيسيا هو مصطلح يمكن أن يكون له عدد من المعاني المختلفة. في أوسع حالاتها، يمكن أن يشير المصطلح بشكل جماعي إلى الفروع التقليدية الثلاثة للحكومة: السلطة التنفيذية والسلطة التشريعية والسلطة القضائية. يستخدم المصطلح أيضًا بالعامية ليعني السلطة التنفيذية والتشريعية معًا، فهذه هي فروع الحكومة المسؤولة عن الحكم اليومي للأمة وسن القوانين. في أضيق الحدود، يتم استخدام المصطلح للإشارة إلى الفرع التنفيذي في شكل مجلس وزراء إندونيسيا حيث أن هذا هو فروع الحكومة المسؤولة عن الحكم اليومي.

## عصر الإصلاح
بدأ عصر ما بعد سوهارتو في إندونيسيا بسقوط سوهارتو في عام 1998، مرت خلالها إندونيسيا بفترة انتقالية، وهي حقبة عرفت في إندونيسيا باسم ريفورماسي (بالإنجليزية: Reform). تلا ذلك بيئة سياسية واجتماعية أكثر انفتاحًا وليبرالية بعد استقالة الرئيس المستبد سوهارتو، منهية العقود الثلاثة من فترة النظام الجديد. استمرت عملية الإصلاح الدستوري من عام 1999 إلى عام 2002، مع أربعة تعديلات دستورية أنتجت تغييرات مهمة.
من بين هذه الحدود فترة الرئاسة لمدة تصل إلى فترتين مدة كل منهما خمس سنوات للرئيس ونائب الرئيس، وتدابير لفرض الضوابط والتوازنات. أعلى مؤسسة حكومية هي الجمعية الاستشارية الشعبية، والتي شملت مهامه في السابق انتخاب الرئيس ونائب الرئيس (منذ 2004 تم انتخاب الرئيس مباشرة من قبل الشعب)، ووضع مبادئ توجيهية واسعة لسياسة الدولة، وتعديل الدستور. تضم الجمعية 695 عضواً جميع أعضاء مجلس الشعب البالغ عددهم 550 عضوًا (مجلس النواب) بالإضافة إلى 130 «ممثلًا إقليميًا» ينتخبون من قبل برلمانات المقاطعات الستة والعشرين وخمسة وستين عضوًا معينين من المجموعات المجتمعية.
يضم مجلس تمثيل الشعب وهي المؤسسة التشريعية الأولى 462 عضوًا منتخبين من خلال نظام تمثيل تناسبي / حي مختلط وثمانية وثلاثون عضوًا معينًا في القوات المسلحة والشرطة.
بعد أن عملت كهيئات مطاطية في الماضي، اكتسبت الجمعية الاستشارية الشعبية ومجلس تمثيل الشعب قوة كبيرة وأصبحت حازمة بشكل متزايد في الإشراف على السلطة التنفيذية. بموجب التغييرات الدستورية في عام 2004 أصبحت الجمعية الاستشارية الشعبية هيئة تشريعية من مجلسين، مع إنشاء ديوان برواكيلان دايره، حيث يتم تمثيل كل محافظة بأربعة أعضاء، على الرغم من أن سلطاتها التشريعية محدودة أكثر من مجلس تمثيل الشعب، من خلال مجلس الوزراء المعين يحتفظ الرئيس بسلطة إدارة الحكومة.
أنتجت انتخابات عامة في يونيو 1999 أول برلمانات وطنية وإقليمية ومُدنية منتخبة بحرية منذ أكثر من أربعين عامًا. في أكتوبر 1999 انتخبت الجمعية الاستشارية الشعبية مرشحًا توفيقيًا هو عبد الرحمن وحيد رابع رئيس للبلاد، وميجاواتي سوكارنوبوتري - ابنة سوكارنو - أول رئيس للبلاد ونائبة للرئيس. فاز حزب ميجاواتي بأكبر حصة من الأصوات (34٪) في الانتخابات العامة، في حين احتل حزب غولكار الحزب المهيمن خلال عصر سوهارتو المرتبة الثانية (22٪). فازت عدة أحزاب أخرى معظمها من الأحزاب الإسلامية بأسهم كبيرة بما يكفي للجلوس في الجمعية الاستشارية الشعبية. جرت انتخابات ديمقراطية أخرى في عامي 2004 و2009.

## الفروع

### السلطة التنفيذية
يتم اختيار الرئيس ونائب الرئيس بتصويت المواطنين لمدة خمس سنوات. قبل عام 2004 تم اختيارهم من قبل مجلس الشعب الاستشاري. تم إجراء الانتخابات الأخيرة في 9 يوليو 2014. يتم انتخاب رئيس إندونيسيا مباشرةً لمدة أقصاها خمس سنوات، وهو رئيس الدولة والقائد الأعلى للقوات المسلحة الإندونيسية ومسؤول عن الحكم المحلي والسياسة الداخلية. وإدارة الشؤون الخارجية. يعين الرئيس مجلس وزراء، لا يتعين أن ينتخب أعضاؤه أعضاء في الهيئة التشريعية.

### السلطة التشريعية

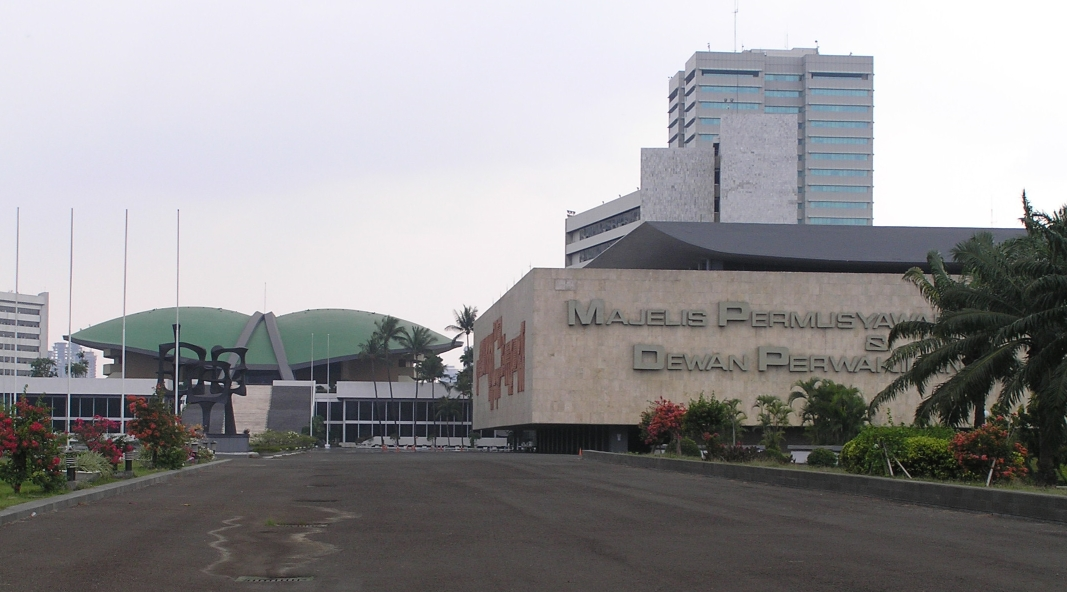
مجمع المجلس التشريعي

يعد الجمعية الاستشارية الشعبية الفرع التشريعي للنظام السياسي في إندونيسيا. يتكون مجلس النواب من مجلسين: مجلس النواب وهو ما يسمى مجلس ممثلي الشعب، ومجلس الشعب الديمقراطي والذي يسمى مجلس التمثيل الإقليمي. يتم انتخاب برلمانيين من خلال الدوائر الانتخابية متعددة الأعضاء، في حين يتم انتخاب 4 برلمانيين في كل من مقاطعات إندونيسيا البالغ عددها 33 مقاطعة. تمتلك الجمعية الاستشارية الشعبية معظم السلطة التشريعية لأنها تتمتع بالسلطة الوحيدة لتمرير القوانين. يعمل مجلس تمثيل الشعب كهيئة تكميلية لالجمعية الاستشارية الشعبية، ويمكنها اقتراح مشاريع القوانين وتقديم رأيها والمشاركة في المناقشات، لكن ليس لديها أي سلطة قانونية. يمكن للجمعية الاستشارية الشعبية تعديل الدستور، وتنصيب الرئيس وإجراء إجراءات المساءلة. عندما تتصرف الجمعية الاستشارية الشعبية بهذه الوظيفة، فإنها يقوم بذلك ببساطة عن طريق الجمع بين أعضاء المجلسين.

### السلطة القضائية
المحكمة العليا الإندونيسية هي أعلى مستويات السلطة القضائية. يتم تعيين قضاتها من قبل الرئيس. تحكم المحكمة الدستورية في المسائل الدستورية والسياسية، بينما تشرف لجنة قضائية على القضاة.